# Віра, Надія, Любов (Хмельницький)

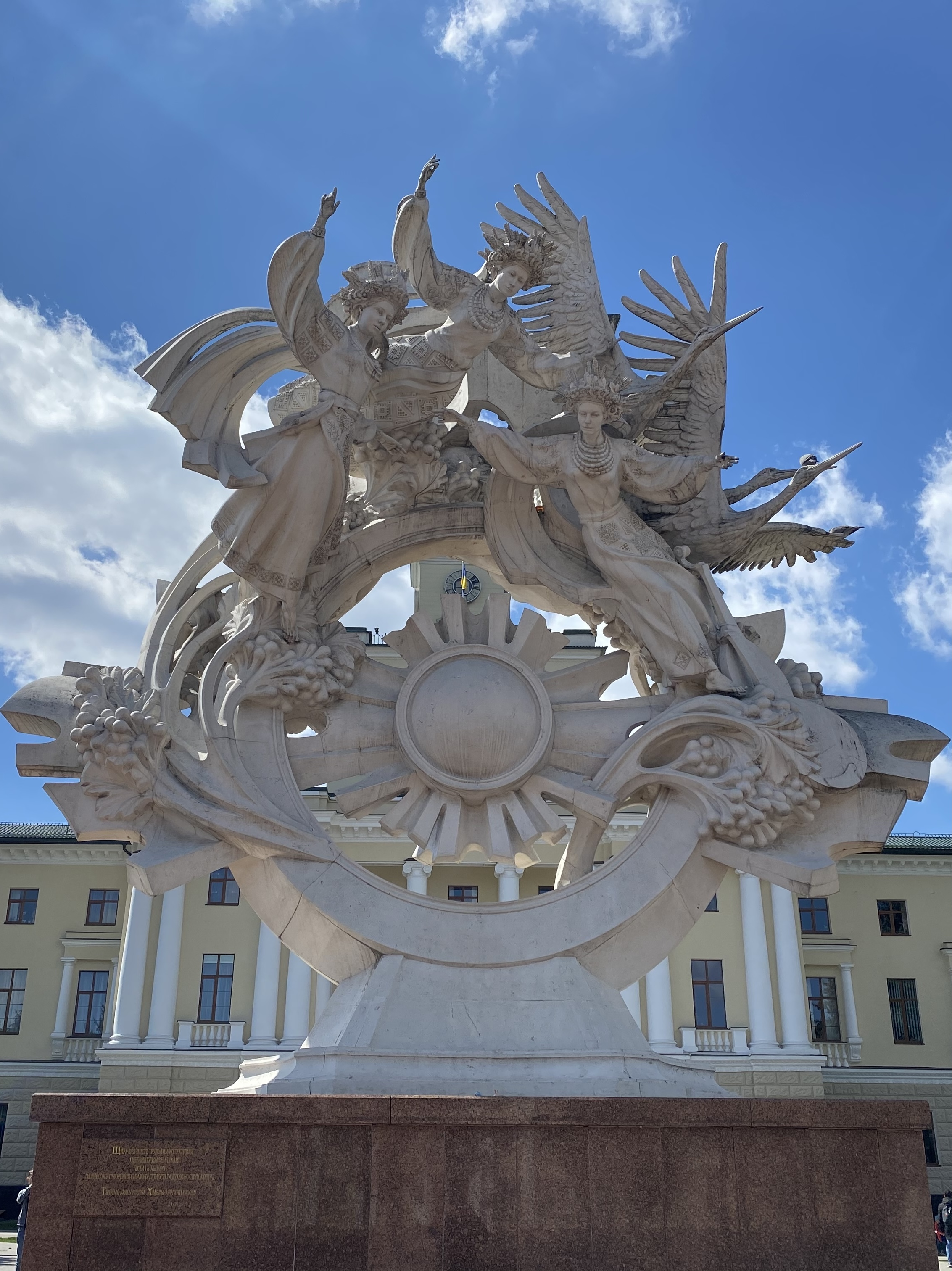
Віра, Надія, Любов

Скульптура «Віра, Надія, Любов» — пам'ятка монументального мистецтва, встановлена у місті Хмельницькому.
Розташована скульптура на майдані Незалежності, де розташований Будинок Рад. Створена 22 вересня 2011 року, а її відкриття було приурочено до 74-ї річниці Хмельницької області. Автори цього проєкту — народні художники України Микола Мазур та його син Богдан.

## Опис
Висота монумента складає 9 метрів[уточнити]. Вага становить більше 10 тонн. Скульптура виконана в стилі класичного монументалізму. Створена вона в світло-молочному кольорі зі сплаву полімерних смол (на вигляд схожого на мармур), а п'єдестал зроблений з темно-вишневого мармуру.

## Історія створення
Історія скульптури почалася в 1999 році, коли міська рада вирішила чимось зайняти міську площу, так званий «чорний квадрат», на якому колись був розташований пам'ятник Леніну. 2002 року було оголошено конкурс серед митців і за його підсумками переміг проєкт Миколи та Богдана Мазурів. З того часу почалося її створення, однак процес затягнувся, адже гроші виділялися вкрай нерегулярно. Декілька разів погрожували вже створене розпиляти і викинути. Але взимку 2011 року на неї було виділено кошти з обласного бюджету, міського бюджету та ще частину зібрано з працівників бюджетної сфери всієї області.

## Символіка
У колі, яке символізує вічне буття, розміщено витончені і граціозні фігури трьох жінок. Вони репрезентують християнські чесноти — це Віра, Надія і Любов. У цьому ж колі — фігури лелек, яких українці вважають священними птахами за їхню вірність рідній землі, кетяги калини, грона винограду — символи родючості і єдності народу та рушники — обереги, якими матері благословляли своїх дітей, а ще — Кобзар із кобзою — захисник української духовності. В центрі кола — фігура у вигляді сонця — древнього гербу Поділля та три схрещені стріли, що є на гербі Хмельницького.
Скульптори більше десяти років обдумували та втілювали в життя створення монументальної композиції «Віра. Надія. Любов» (перша її назва — «Пісні землі Подільської»), яка символізувала б триєдність українського національного буття: минуле, теперішнє, майбутнє — в їхній історичній, духовній і філософській суті.

### Національний символ
Біля «Віри, Надії, Любові» пройшли найбуремніші події Революції Гідності в Хмельницькому і саме від неї вже стало традицією проводжати своїх героїв в останню путь. На високому мистецькому рівні тут відтворено національну символіку, дух, красу і героїку Поділля.

## Монтування
Скульптуру було відлито у Києві, а до Хмельницького її доставили у розібраному стані: близько 800 деталей. Протягом кількох тижнів 800 шматків збирали на землі, потім на анкерних болтах з'єднували між собою і монтували на постамент, укріплювали. Через великий обсяг роботи відкриття скульптури кілька разів переносилось.